# Paratriarius lecontei
Paratriarius lecontei là một loài bọ cánh cứng trong họ Chrysomelidae. Loài này được Smith & Lawrence miêu tả khoa học năm 1967.